# Flugbaggar
Flugbaggar (Cantharidae) är en familj i ordningen skalbaggar med cirka 5000 arter varav 49 är påträffade i Sverige. De kallas ofta också mjukbaggar. 

## Kännetecken
Flugbaggar har en långsträckt och något tillplattad kropp med mjuka och böjliga täckvingar. Längden är mellan 1,5 och 30 millimeter exklusive de ganska långa antennerna. De lever av andra insekter och ibland ser man att honan äter upp hannen efter parningen.
De svarta, sammetshåriga larverna övervintrar under stenar eller i jorden, men kommer fram vid töväder, och ibland kan man se dem i stort antal på snön, vilket har givit upphov till berättelser om maskregn. Larverna kallas av denna anledning också för snömaskar.
Flugbaggar förekommer allmänt på gräs och blommor i skogar och på ängar. Till Skandinaviens fauna hör omkring 50 arter, som har svarta eller grå-gula täckvingar samt vanligen röd-gul halssköld, med eller utan svart fläck.

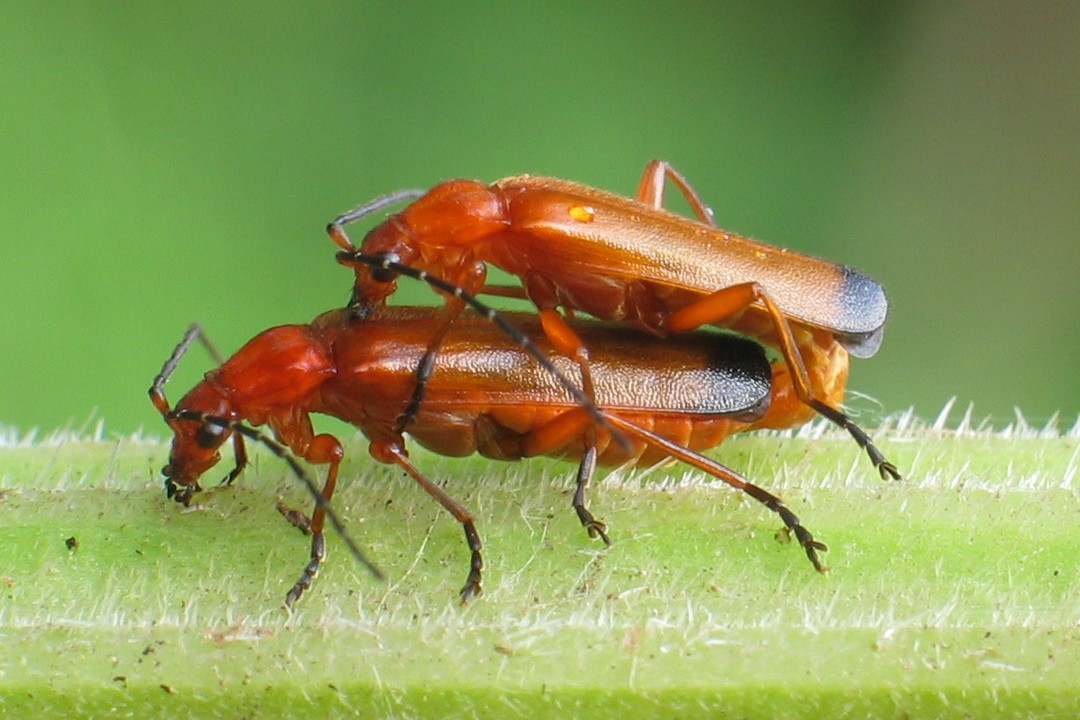
Par av arten Prästbagge (Rhagonycha fulva) vid parningen.